# Sanna Lenken
Susanna Karin Tullan ”Sanna” Lenken, född Westergren 15 augusti 1978 i Göteborg, är en svensk regissör och manusförfattare.

## Biografi
Lenken är utbildad vid Dramatiska institutet och på European Film College i Ebeltoft i Danmark.
I början av sin karriär arbetade Lenken bland annat som regiassistent, inspelningsassistent, rollsättare och statistansvarig. Hennes regidebut kom 2004 med kortfilmen Skallgång. På Dramatiska Institutet gjorde hon kortfilmen Morötter och potatismos (2007), som kretsar kring den ätstörningsproblematik som hon återkommit till i flera filmer. 2010–2012 regisserade hon två säsonger av TV-serien Dubbelliv som visades på SVT.
År 2015 långfilmsdebuterade hon med Min lilla syster som bland annat handlar om ätstörningar och systerskap. Filmen skildrar relationen mellan två systrar, Katja och Stella, och vad som händer när den äldre systern Katja drabbas av anorexi.
Lenkens novellfilm Nattbarn (2017), som bygger på på Hanna Gustavssons serieroman med samma namn, är en berättelse om pubertet och sökande. Filmen visades i SVT och Guldbaggenominerades till Bästa kortfilm. Under sin föräldraledighet skapade Lenken den personliga kortfilmen Konstnären får barn (2018). De medverkande i filmen utgörs av Lenken själv samt hennes två barn och tacklar de fysiskt olika och betingande förutsättningarna för kvinnliga och manliga konstnärsgenier och den kvinnliga konstnärens förhållande till sin gravida kropp. Konstnären får barn tävlade 2018 i Startsladden på Göteborgs Filmfestival.
Mellan 2021 och 2022 var hon huvudregissör för SVT:s dramaserie Tunna blå linjen. Hon har även regisserat avsnitt av Thunder in My Heart.
År 2022 kom hennes andra långfilm, Comedy Queen, som bygger på Jenny Jägerfelds roman med samma namn. Filmen är en tonårsskildring och handlar om Sasha vars mor har dött och som bestämmer sig för att hon aldrig mer ska gråta. Lenken fick god kritik för filmen.
Hon har samarbetat med filmproducenten Annika Rogell i flera av sina filmer. Lenken har uppgett att hon uppskattar socialrealism och hennes filmer har ofta haft en naturalistisk spelstil.
Sanna Lenken är bosatt i Aspudden i Stockholm tillsammans med sambo och två döttrar.

## Priser och utmärkelser
År 2015 mottog hon Bo Widerberg-stipendiet.
Inför Guldbaggegalan 2016 nominerades Lenken i kategorierna Bästa regi och Bästa manuskript för sitt arbete med Min lilla syster. Filmen tilldelades även Kristallbjörnen vid Filmfestivalen i Berlin.
Vid Guldbaggegalan 2023 nominerades Comedy Queen till sex priser och Lenken nominerades till  Bästa regi. Vid galan tilldelades hon priset Gullspira som tilldelas en person som gjort enastående insatser inom svensk barnfilm. I motiveringen lyftes det fram att Lenken tar den unga publiken på allvar och inte tillrättalägger eller väjer för de svåra frågorna. Comedy Queen tilldelades även Europas barnfilmsorganisation ECFA:s långfilmspris samt Kristallbjörnen på Filmfestivalen i Berlin.

## Filmografi (i urval)
- 2004 – Skallgång
- 2007 – Morötter och potatismos
- 2008 – Valborg
- 2008 – Mellan 11 och 12
- 2009 – Travemünde Trelleborg
- 2010 – Yoghurt
- 2010–2012 – Dubbelliv (TV-serie)
- 2012 – Äta lunch (även manus)
- 2015 – Min lilla syster (även manus)
- 2017 – Nattbarn (kortfilm)
- 2018 – Konstnären får barn (kortfilm)
- 2021 – Tunna blå linjen (TV-serie)
- 2021 – Thunder in My Heart (TV-serie)
- 2022 – Comedy Queen
- 2024 – Smärtpunkten (TV-serie)